# ستان جوناثان
ستان جوناثان هو لاعب هوكي الجليد كندي، ولد في 5 سبتمبر 1955 في Ohsweken, Ontario ‏ في كندا.

## وصلات خارجية
- ستان جوناثان على موقع دوري الهوكي الوطني (الإنجليزية)
- ستان جوناثان على موقع EliteProspects.com (الإنجليزية)
- ستان جوناثان على موقع HockeyDB.com (الإنجليزية)
- ستان جوناثان على موقع Hockey-Reference.com (الإنجليزية)